# آن شرلی (بازیگر)
آن شرلی (انگلیسی: Anne Shirley؛ ‏ ۱۷ آوریل ۱۹۱۸ – ۴ ژوئیهٔ ۱۹۹۳) بازیگر اهل ایالات متحده آمریکا بود.
از فیلم‌های او می‌توان به ۴ ابلیس، دختر شهری، قیمت خرید و آنی در گرین گیبلز اشاره نمود.